# Línea 142 (Tucumán)
La Línea 142 es una línea de colectivos interurbana operada por Leagas S.A. Esta conecta las localidades de Lomas de Tafí y San Miguel de Tucumán del Gran San Miguel de Tucumán.

## Recorrido

### Ramal Lomas de Tafí- Terminal de Ómnibus[1][2][3]
Terminal de Ómnibus, Av. Brígido Terán, Domingo García, Av. Sáenz Peña, Gral. Lamadrid, Amador Lucero, José Thames, San Martín, Av. Ejército del Norte, Ruta provincial 314, Av. Mercedes Sosa, Av. Francisco Jaldo, Hugo Gelsi, Juan Carlos Suter, Contino, José Enrico, Av. Juan Manuel Raya, Alicia de Garzón, Av. Francisco Jaldo, Benito Macias, José Enrico, Av. Raúl Alfonsín, Camino del Perú, Fredy Rojas, José Emilio Enrico, Héctor Romero, Hugo Lazarte, Rosario Vildoza, Los Cerros, Av. Francisco Jaldo, Av. Juan Manuel Raya, José Enrico, Contino, Armando Burgos, Jorge Luis Borges, Av. Mercedes Sosa, Ruta provincial 314, Av. Ejército del Norte, Av. Mate de Luna, Chiclana, General Paz, José Ingenieros, Av. Brígido Terán, Terminal de Ómnibus.

## Lugares de Interés
- Puente Peatonal Mate de Luna
- Hospital Padilla
- Instituto Técnico UNT
- Plaza Yrigoyen
- Palacio de Tribunales